# Bruce Neville
Bruce Neville (ur. 3 marca 1964 w Sydney) – australijski narciarz wodny. Czterokrotny medalista mistrzostw świata, siedmiokrotny uczestnik tej imprezy, trzykrotny rekordzista świata w długości skoku na nartach wodnych. Uprawiał także skoki narciarskie, w których ustanowił rekord Australii w długości skoku narciarskiego mężczyzn.

## Życiorys

### Narciarstwo wodne
Był jednym z nielicznych narciarzy wodnych z powodzeniem startujących zarówno w slalomie, jak i skokach – sportowcy uprawiający ten sport z reguły skupiają się tylko na jednej z tych konkurencji. Sport ten zaczął uprawiać profesjonalnie w 1983. W latach 1985–2001 siedmiokrotnie brał udział w mistrzostwach świata w narciarstwie wodnym. Zdobył cztery medale tej imprezy – w 1989 brązowe w skokach i klasyfikacji ogólnej, a w 1991 i 1995 złote w skokach. Trzykrotnie ustanawiał rekord świata w długości skoku na nartach wodnych – w 1995 uzyskał 67,2 m, w lipcu 1997 – 67,8 m, a w maju 1999 – 68,3 m. We wrześniu 1995 odległością 63,3 m ustanowił ówczesny rekord mistrzostw świata w tej samej kategorii. Wielokrotnie stawał na podium klasyfikacji końcowej US Pro Waterski Tour w konkurencji skoków, zwyciężając między innymi w 1993 i 1997. W 1997 został pierwszym w historii zwycięzcą klasyfikacji generalnej Pucharu Świata w narciarstwie wodnym w kategorii skoków. W całej karierze odniósł w sumie 56 zwycięstw w zawodach międzynarodowych w narciarstwie wodnym.
W 1998 został nagrodzony przez International Waterski & Wakeboard Federation za postawę fair play w mistrzostwach świata w narciarstwie wodnym w 1997. W czasie tych zawodów pożyczył swoje narty rywalowi startującemu tuż przed nim w konkurencji skoków – Freddy’emu Krugerowi, który dzięki pomocy Neville’a mógł wykonać próbę (wcześniej w wyniku upadku uszkodził własne narty) i zakwalifikować się do finału, gdzie później zwyciężył, zdobywając złoty medal i pokonując m.in. Neville’a.
W 2007 został włączony do galerii sław International Waterski & Wakeboard Federation, a w 2011 do australijskiej galerii sław narciarstwa wodnego (ang. Australian Water Skiing Hall of Fame).
Jego żona, Toni Neville, również uprawiała narciarstwo wodne i czterokrotnie ustanawiała rekord świata kobiet w długości skoku na nartach wodnych.

### Skoki narciarskie
Pod koniec 1996 zaczął uprawiać skoki narciarskie. Jego celem było zakwalifikowanie się w tej dyscyplinie sportu na Zimowe Igrzyska Olimpijskie 1998. W listopadzie 1996, w wieku ponad 30 lat, oddał pierwsze w życiu skoki na śniegu. Na obiektach kompleksu MacKenzie Intervale Ski Jumping Complex w Lake Placid trenował także przez kolejne 3 miesiące. W zawodach w tej dyscyplinie zadebiutował w styczniu 1997 w Salisbury. W sezonie 1996/1997 wystąpił jeszcze w kilku konkursach skoków narciarskich.
W lutym 1997 w Westby wziął udział w dwóch konkursach Pucharu Kontynentalnego i były to jego jedyne w karierze starty w oficjalnych zawodach międzynarodowych w tej dyscyplinie rozgrywanych pod egidą FIS. 8 lutego, po skokach na odległość 57,5 i 52 metrów, zajął 43. lokatę w gronie 50 startujących zawodników, wyprzedzając pięciu Amerykanów (w tym Hartmana Rectora, który w późniejszej karierze kilkukrotnie wystąpił w konkursach Pucharu Świata), Kanadyjczyka oraz Brytyjczyka Eddiego Edwardsa. Dzień później lądował na 53. i 52. metrze, plasując się na 47. pozycji w gronie 49 sklasyfikowanych skoczków, przed Kanadyjczykiem i Amerykaninem. W obu konkursach w Westby przegrał z dwiema dopuszczonymi do rywalizacji mężczyzn kobietami – Karlą Keck i 12-letnią wówczas Lindsey Van. Wynik 57,5 metra uzyskany w 1. serii pierwszego konkursu w Westby uznawany jest za rekord Australii w długości skoku narciarskiego mężczyzn.
W marcu 1997 powrócił do rywalizacji w narciarstwie wodnym. Później w czasie przerw między sezonami trenował jeszcze skoki narciarskie (między innymi przed sezonem 1998/1999 spędził blisko dwa miesiące w Steamboat Springs), jednak ani razu nie wystąpił już w oficjalnych zawodach międzynarodowych rangi FIS.